# Ликёрное вино
Не путать с ликёром

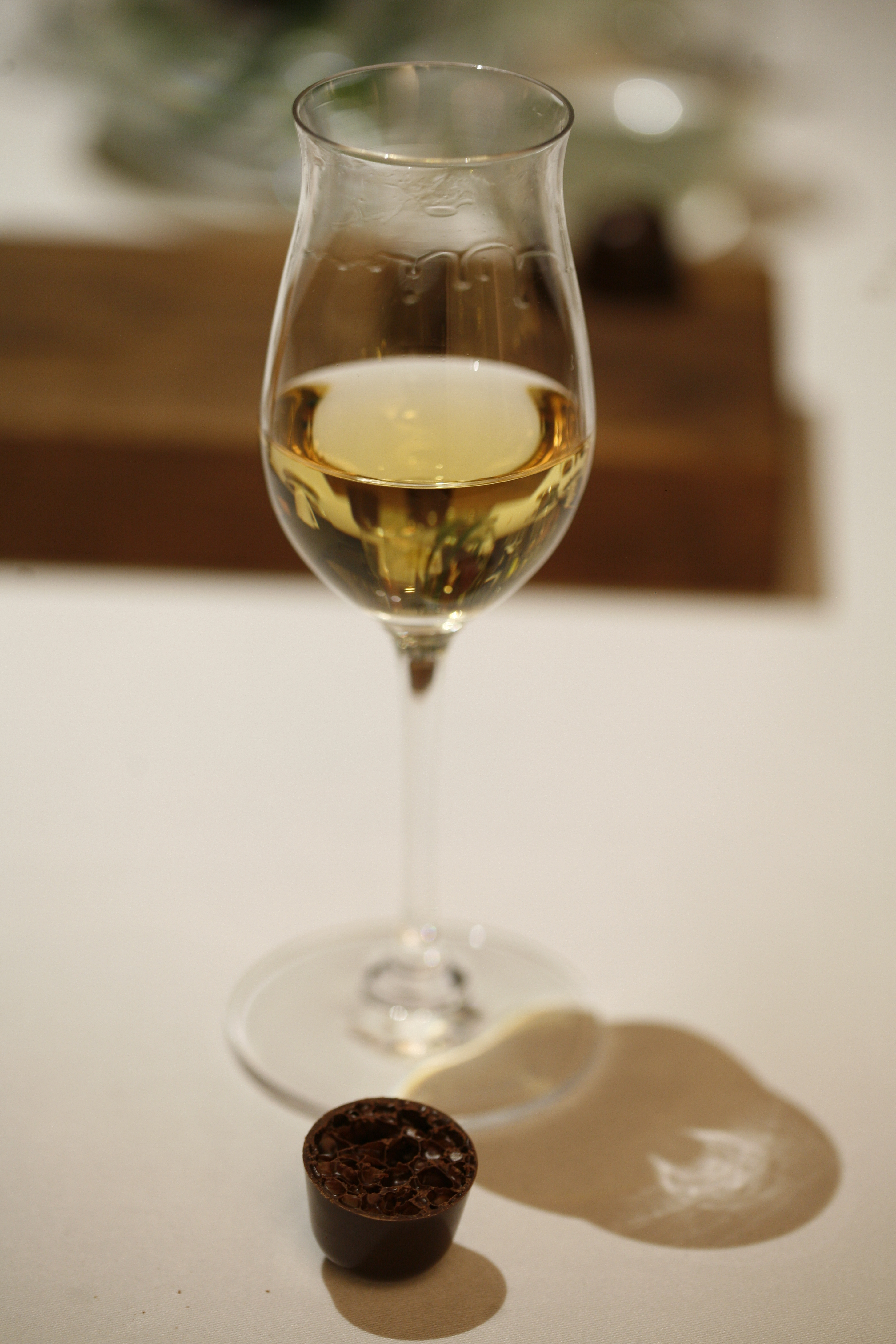
Ликёрное вино и шоколад для закуски

Ликёрное вино — в российской классификации вин самое сладкое десертное вино (виноградное или плодово-ягодное) с содержанием сахара свыше 20—22 % и крепостью 12—16 % объема. Содержание сахара может доходить до 350—400 грамм на литр. Употребляются ликёрные вина так же, как и прочие десертные вина.
Ликёрные вина часто рассматриваются советскими и российскими авторами не как подвид десертных вин, а как отдельный тип креплёных вин наряду с десертными, крепкими и ароматизированными винами. В частности, к ликёрным винам относятся малага и токайское ассу. На ликёрных винах с царских времён специализировался крымский винокомбинат «Массандра».
В дореволюционной России к ликерным винам относили по классификации немецкого винодела фон Бабо все сладкие крепленые вина (как правило, 18—24 % алкоголя). К этой же категории причислялись вина, изготовленные из заизюмленого (вяленого) винограда или из упаренного сгущённого виноградного сусла.
В Западной Европе под ликёрным вином (фр. vin de liqueur) обычно понимается любое креплёное вино в диапазоне от 15 до 22 % крепости, а в узком смысле — только французские креплёные вина типа мистель и флок.

## Технология производства
В советской литературе различались следующие способы приготовления ликёрных вин:
- Так называемое соломенное вино. Для производства вина используют слегка перезревший виноград. Затем его сушат, чтобы сгустить сок в ягоде. Степень просушки зависит от степени сладости будущего напитка, а также от водянистости ягод. После просушки винограда до нужной степени его отделяют от веток. Для повышения качества сусла это проделывают вручную, при этом удаляя все недозрелые и подгнившие ягоды. Затем ягоды раздавливают и кладут на 18 часов в емкость, чтобы размочить довольно сухой виноград. После этой процедуры жижу сливают в емкость, а выжимки прессуют.
- Заизюмленное вино из винограда, подвяленного на лозе. Технология с глубокой древности известна на островах Эгейского моря и до сих пор используется в тёплом климате южных районов. Виноград оставляют сушиться на кустах довольно долго, чтобы процесс вяления происходил до сбора урожая. После сгущения сока в ягодах до необходимого состояния  приступают к сбору урожая, причём сухие грозди сразу помещают в отдельную посуду. Сочные грозди и сухие давят отдельно. Соком сочных ягод заливают сухие менее, чем на сутки. Когда сухие ягоды размокнут, всю массу пропускают через пресс.
- Промышленный способ, который преимущественно и использовался в СССР, проще традиционных, но при его использовании вино получается менее качественным, так как требуется нагревание виноматериалов, что неминуемо влечёт утрату или искажение их органолептических свойств. В этом случае сок выпаривают искусственно: часть сусла выпаривают на огне в эмалированной посуде до необходимого состояния, после чего его остужают и смешивают с общей массой. Эти действия проводят до тех пор, пока сок не достигнет желаемой густоты. Таким способом получают, в частности, российский кагор.
- Технология производства портвейна (открытая и усовершенствованная в Португалии) состоит в добавлении к бродящему суслу спирта. В процессе брожения из сусла выпаривается сахар. В момент, когда в процессе брожения в сусле остается необходимое для ликерного вина количество сахара, к нему добавляют спирт. Он защищает сахар от брожения, благодаря чему вино остается сладким. В этом случае для очищения вина обычно используют фильтрование[8]. Ликёрная рюмка

Ликёрная рюмка

## Культура употребления
Для полноценного раскрытия вкуса ликёрных вин их пьют из специальных «мадерных» рюмок (англ. pony glass, cordial glass). Не рекомендуется подавать ликерные вина с солёной рыбой и копчёностями. Учитывая высокое содержание сахара, ликерные вина хорошо сочетаются со сладкими продуктами (шоколадом, печеньем, мороженым); обычно подаются к десерту и фруктам. Большинство ликерных вин рекомендуется подавать при температуре 16—18 °C..